# Te Rauparaha
Te Rauparaha (~1760 - 27 de noviembre de 1849) fue un rangatira maorí y líder de guerra de la iwi (tribu) Ngāti Toa que tuvo mucha influencia durante la Guerras de los Mosquetes. Fue importante también como vendedor de tierras a los británicos de la Compañía de Nueva Zelanda y tomó parte en la Masacre de Wairau.
Te Rauparaha es mundialmente conocido por componer el «Ka Mate», haka hecho propio por el rugby neozelandés 150 años más tarde.

## Biografía
Te Rauparaha y su tribu, Ngāti Toa, vivían más al norte, concretamente en los alrededores de Kāwhia (actual Kawhia Harbour). Durante esta época tuvieron un importante papel en la Guerras de los Mosquetes. Tras ser derrotados en 1821, migraron al sur buscando un lugar más seguro. Esta travesía es conocida como «Te Heke Tahutahuahi». 
En 1822 conquistaron la estratégica isla de Kapiti a la tribu Muaūpoko. El clan de Te Rauparaha consolidó su poder en la zona tras la batalla de battle of Waiorua en 1824 (battle of Waiorua), cuando otras tribus se alinearon contra los Ngāti Toa y atacaron Kapiti, pero perdieron.
Te Rauparaha llegó a ser un reconocido guerrero, realizando varias incursiones en la Isla Sur y dominando el estrecho de Cook. Mantuvo relaciones cordiales con los colonos ingleses, sobre todo en las ventas de tierras a la Compañía de Nueva Zelanda. Un ejemplo es la actual ciudad de Nelson. Te Rauparaha solicitó al reverendo Henry Williams una misión anglicana a Kapiti para que la cristianizase.

### Relación con el gobierno colono
El 14 de mayo de 1840, Te Rauparaha firmó una copia del Tratado de Waitangi, creyendo que el tratado les garantizaría a él y a sus aliados la posesión de territorios ganados por conquista durante los años anteriores. Te Rauparaha pronto se alarmó ante la inundación de colonos británicos y se negó a vender más de sus tierras. Esto llevó rápidamente a la tensión entre clanes maoríes y pobladores europeos. En 1843, Te Rauparaha fue acusado junto con Te Rangihaeata de quemar el campamento de un grupo de geógrafos ingleses (quienes aparentemente estaban sus tierras sin su permiso). Por ello se le intentó arrestar enviando un a expedición de 22 británicos al valle de Wairau. Sin embargo los maoríes los asesinaron, lo que se conocería como Masacre de Wairau. La posterior investigación del gobierno colonial exoneró a Te Rauparaha, lo que enfureció aún más a los colonos. Más tarde se le acusó de suplir con armas la insurrección maorí.
El gobernador de Nueva Zelanda sir George Grey instó a Te Rauparaha a vender todas sus tierras, cosa que acabó haciendo su hijo Tāmihana por 3,000 libras. En 1848, George Grey, ante el estado de salud de Te Rauparaha, permitió que volviese a Otaki pasar sus últimos meses de vida con su gente. Murió un año más tarde.